# 기병대
기병대는 기병으로 이루어진 부대를 말한다.

## 목록
- 미국
  - 북군 기병대
  - 미국 기병대
- 러시아
  - 소련 기병대
  - 카자크
- 아일랜드 기병대
- 일본
  - 일본 기병대: 기병대(騎兵隊)
  - 기병대 (조슈번): 기헤이타이(奇兵隊). 승마 부대와는 다른 뜻이다. '기이할 기:奇'를 쓴다. 종래 중세 봉건 일본의 귀족과 그 부하로 구성된 신분제 군대가 아닌 조슈번 특유의 사병 집단이었다. 1863년 창설됐으며 하급 무사와 농민의 아들들을 망라해 신분을 초월한 부대였다.